# Brug 901
Brug 901 is een bouwkundig kunstwerk in Amsterdam-Noord, Banne Buiksloot.
De vaste brug verzorgt voor voetgangers en fietsers komende van de Kamperfoelieweg de verbinding tussen de buurt Marjoleinterrein (straatnamen vernoemd naar kruiden waaronder Marjoleinstraat) en de buurten Banne Zuidwest en Banne Zuidoost, waar de straatnamen vernoemd naar scheepstypen(zoals Barkpad) zijn. De Kamperfoelieweg steekt hier middels de brede brug 908 een afwateringstocht over, maar is alleen toegankelijk voor gemotoriseerd verkeer. Zij ligt daarbij hier vanwege gescheiden verkeersstromen in de Banne Buiksloot op een dijklichaam. Voet- en fietspad liggen op maaiveldniveau. 
De brug is ontworpen door de Dienst der Publieke Werken met Sier van Rhijn achter de tekentafel. Ze dateert uit 1968/1969 en werd aangelegd in een periode dat ook bruggen 904, 905 en 906 werden gebouwd. De bruggen vertonen gelijkenis in uiterlijk zoals kleurgebruik (licht- en donkergrijs en grijsblauw) en reliëfs in de borstweringen. De brug houdt het midden tussen brug en een duikerbrug; de overspanning wordt gesteund door betonnen landhoofden en dito brugpijler, alles op een betonnen paalfundering. De brug is in totaal bijna dertig meter lang, waarvan slechts 10 meter boven het water hangt (de sloot was bij de bouw 15 meter breed). De brug heeft twee voetpaden van 3,69 breed en een het midden liggend fietspad van 4,55 meter.   

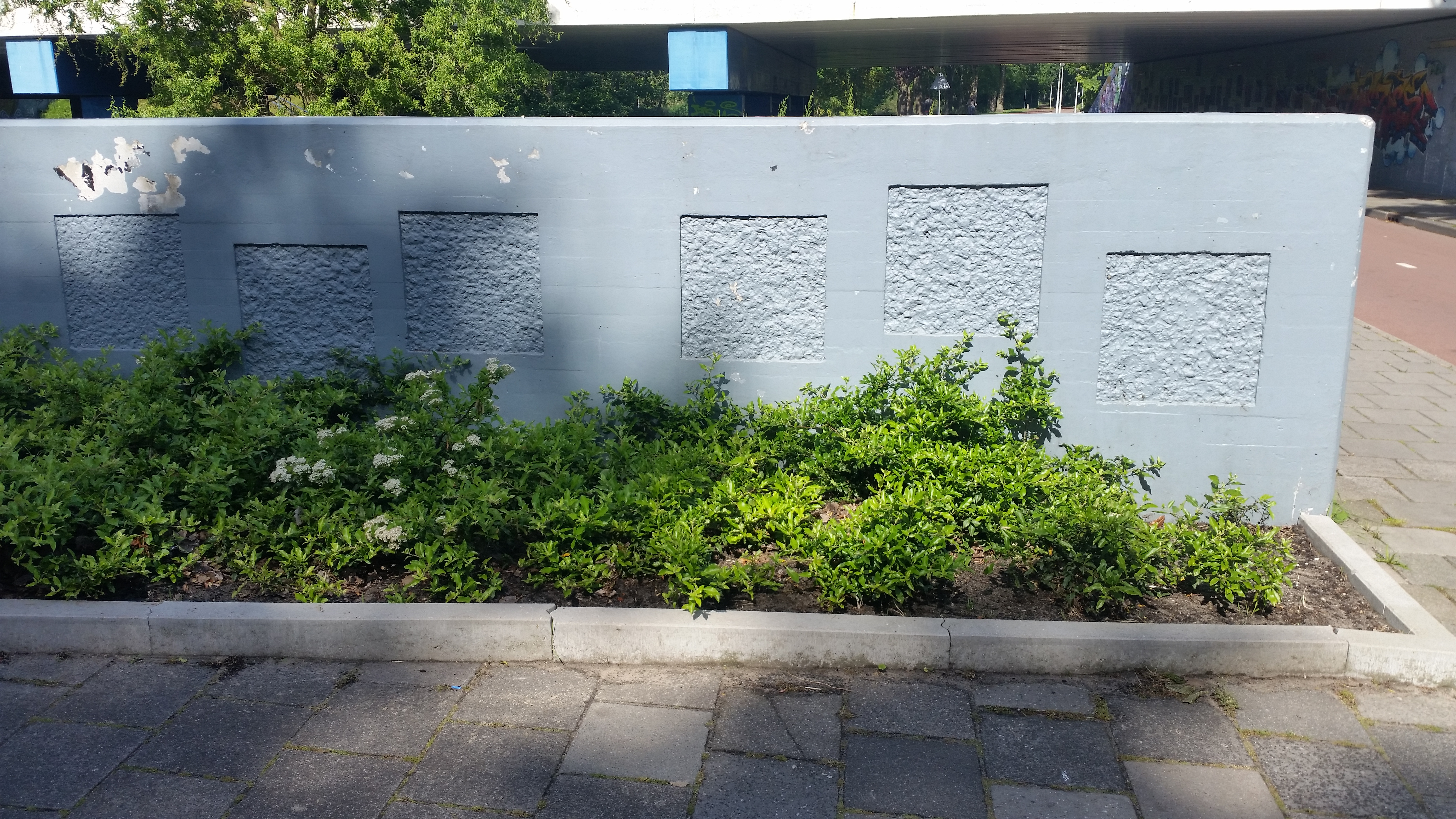
Reliëfs in beton bij brug 901 (mei 2019)

<<< · 900 · 901 · 904 · 905 · 906 · 907 · 908 · 909 · 912 · 913 · 914 · 915 · 916 · 917 · 918 · 919 · 920 · 923 · 924 · 930 · 932 · 933 · 934 · 935 · 936 · 937 · 939 · 943 · 944 · 945 · 946 · 947 · 948 · 949 · 950 · 951 · 952 · 953 · 954 · 956 · 957 · 958 · 959 · 960 · 961 · 962 · 963 · 964 · 965 · 966 · 967 · 968 · 970 · 971 · 972 · 973 · 974 · 975 · 978 · 979 ·  980 · 981 · 984 · 985 · 986 · 987 · 988 · 989 · 990 · 991 · 992 · 993 · 994 · 995 · 996 · 997 · 998 · 999 · >>>
Brugnummers  902, 903, 910, 911, 920, 921, 922, 925, 926, 927, 928, 929, 931, 937, 938, 940, 941, 942, 955, 969, 976, 977, 982, 983 zijn niet (meer) vergeven.